# Thomas Stanford
Thomas G. Stanford (* 1924 in Deutschland; † 23. Dezember 2017 in Santa Fe, New Mexico) war ein US-amerikanischer Filmeditor, der bei der Oscarverleihung 1962 den Oscar für den besten Schnitt gewann.

## Leben
Stanford begann seine Laufbahn als Editor in der Filmwirtschaft Hollywoods 1955 bei einer Verfilmung von Don Giovanni und wirkte bis 1988 bei der Herstellung von 25 Filmen und Fernsehserien mit.
1962 gewann er den Oscar für den besten Schnitt, und zwar für den Tanzfilm West Side Story (1961) von Robert Wise und Jerome Robbins mit Natalie Wood, Richard Beymer und Russ Tamblyn in den Hauptrollen.
Einer seiner Schnittassistenten Mitte der 1960er war Neil Travis, der unter anderem 1991 den Oscar für den besten Schnitt gewann.

## Filmografie (Auswahl)
- 1955: Don Giovanni
- 1959: Plötzlich im letzten Sommer (Suddenly, Last Summer)
- 1961: West Side Story
- 1964: Emil und die Detektive (Emil and the Detectives)
- 1965: Stimme am Telefon (The Slender Thread)
- 1967: The Fox
- 1968: Die Hölle sind wir (Hell in the Pacific)
- 1969: Der Gauner (The Reivers)
- 1972: Jeremiah Johnson
- 1980: Kagemusha – Der Schatten des Kriegers (影武者, Kagemusha)
- 1981: Die Legende vom einsamen Ranger (The Legend of the Lone Ranger)
- 1988: Kid Gloves Last Fight – Sein letzter Kampf (Split Decisions)

## Auszeichnungen
- 1962: Oscar für den besten Schnitt